# Mochlus simonettai
Mochlus simonettai là một loài thằn lằn trong họ Scincidae. Loài này được Lanza mô tả khoa học đầu tiên năm 1979.